# El Cerrito, Huaniqueo
El Cerrito är en ort i Mexiko.   Den ligger i kommunen Huaniqueo och delstaten Michoacán de Ocampo, i den centrala delen av landet, 260 km väster om huvudstaden Mexico City. El Cerrito ligger 2 008 meter över havet och antalet invånare är 281.
Terrängen runt El Cerrito är kuperad åt sydost, men åt nordväst är den platt. Runt El Cerrito är det ganska tätbefolkat, med 58 invånare per kvadratkilometer. Närmaste större samhälle är Villa Jiménez, 19,2 km väster om El Cerrito. I omgivningarna runt El Cerrito växer huvudsakligen savannskog.